# وزارة المناخ والبيئة (بولندا)
وزارة المناخ والبيئة (بالبولندية: Ministerstwo Klimatu i Środowiska) هي وزارة في الحكومة البولندية، تأسست في 6 أكتوبر 2020. الوزارة مسؤولة عن إدارة الطاقة والغابات والمياه.